# Wien van den Brink
Windeld (Wien) van den Brink (nascido a 31 de maio de 1945 - falecido a 10 de janeiro de 2010) foi um político, fazendeiro e líder sindical holandês. De 2002 a 2006, ele foi membro da Câmara dos Representantes da Holanda para a Lista Pim Fortuyn.
Antes de entrar na política, van den Brink era fazendeiro e presidente de um sindicato de fazendeiros. Em 2002, ele juntou-se ao partido LN e deveria candidatar-se pelo partido nas eleições gerais holandesas de 2002, porém mudou a sua afiliação para a Lista Pim Fortuyn depois de o próprio Pim Fortuyn ter sido demitido do cargo de líder do LN. Van den Brink foi posteriormente eleito para o parlamento pelo LPF.
Excepcionalmente, van den Brink teve um encontro casual com o assassino de Pim Fortuyn, Volkert van der Graaf, antes do assassinato de Fortuyn em maio de 2002, quando van der Graaf protestou contra a expansão da fazenda de van den Brink em Putten. Quando a identidade do assassino de Fortuyn foi revelada publicamente, van den Brink referiu-se a van der Graaf como um "fundamentalista" e um "bastardo".